# The Airfield
The Airfield est un stade de football à Broughton au pays de Galles.
L'équipe principale qui utilise ce stade est le Airbus UK Broughton qui joue dans le Welsh Premier League.